# Carla Lazzari
Carla Lazzari (Nice, 19 augustus 2005), beter bekend onder haar artiestennaam Carla, is een Frans zangeres en televisiepresentatrice. Ze vertegenwoordigde Frankrijk op het Junior Eurovisiesongfestival 2019 met het nummer "Bim bam toi" en presenteerde het Junior Eurovisiesongfestival 2021 in Parijs.

## Biografie

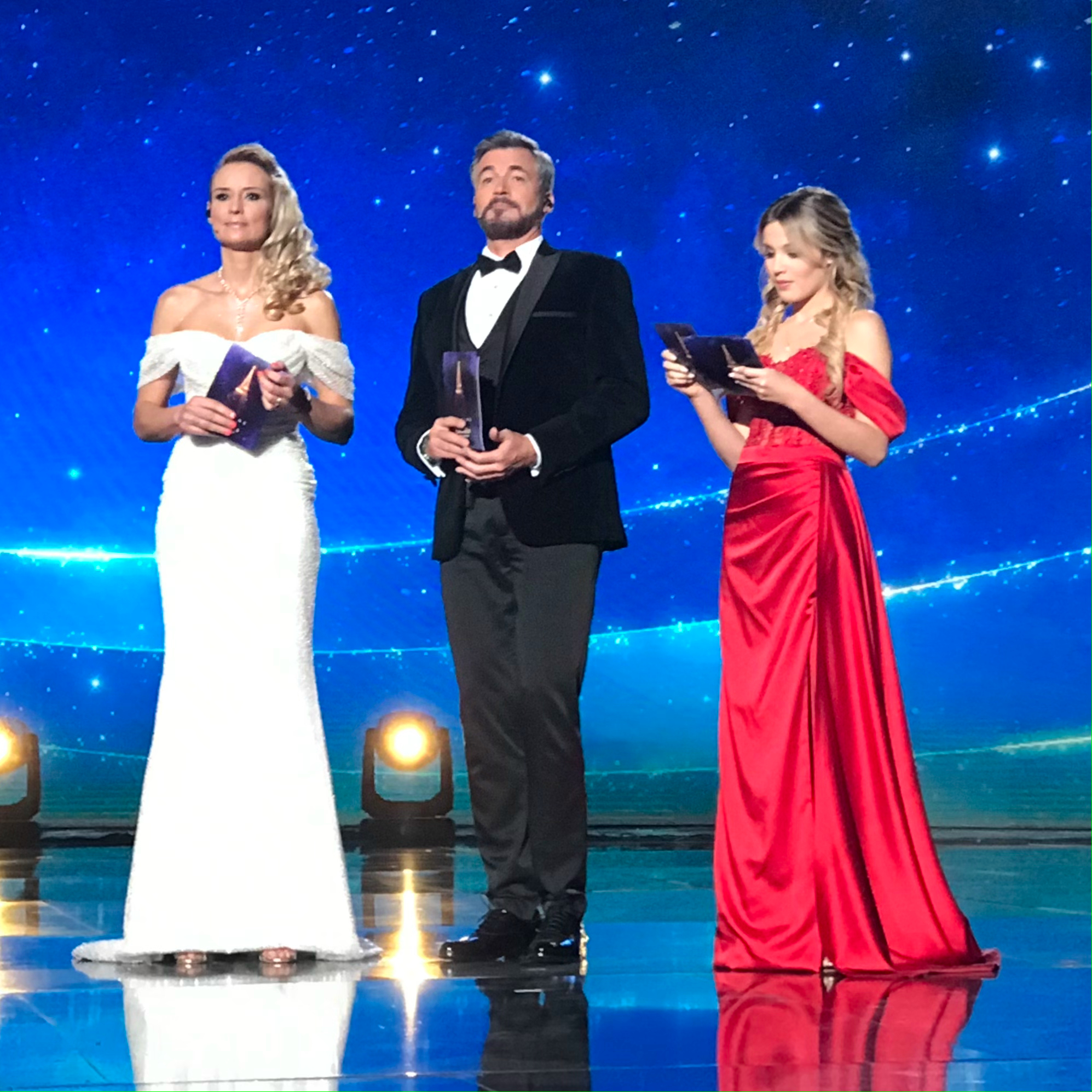
Lazzari (rechts) tijdens het Junior Eurovisiesongfestival 2021

Carla Lazzari werd geboren in Châteauneuf-Villevieille in het departement Alpes-Maritimes. Ze is van Frans-Spaanse afkomst. Op vijfjarige leeftijd zat Lazzari op het Conservatorium van Nice. Lazzari haalde in 2018 de finale van The Voice Kids in Frankrijk waar ze op de vierde plek eindigde. In 2019 werd Lazzari door France Télévisions intern geselecteerd om Frankrijk te vertegenwoordigen op het Junior Eurovisiesongfestival 2019 in Gliwice, Polen. Ze deed mee met het door Barbara Pravi geschreven nummer Bim bam toi. Lazzari kreeg 169 punten en wist daarmee de vijfde plaats op het liedjesfestijn te behalen.
In juni 2020 bracht Lazzari haar debuutalbum L'autre moi uit. Twee maanden later bracht ze een cover van het nummer Siffler sur la colline van Joe Dassin uit. In datzelfde jaar bracht Lazzari ook een deluxeversie van haar debuutalbum uit, met daarop de single Cœur sur toi.
Op het Eurovisiesongfestival 2021 was Lazzari de puntengever van Frankrijk. Datzelfde jaar bracht ze haar tweede album getiteld Sans filtre'uit waarop de singles Alors chut en Summer Summer staan. Lazzari mocht samen met Olivier Minne en Élodie Gossuin het Junior Eurovisiesongfestival 2021 in Parijs presenteren.
In 2022 deed Lazzari mee aan het twaalfde seizoen van Danse avec les stars, de Franse versie van de Britse show Strictly Come Dancing. Ze wist de finale te halen, waarin ze op de tweede plaats achter Billy Crawford eindigde.
Lazzari presenteerde in 2023 de openingsceremonie van het Junior Eurovisiesongfestival 2023.
2004: Thomas Pontier · 
2018: Angélina Nava · 
2019: Carla · 
2020: Valentina · 
2021: Enzo · 
2022: Lissandro · 
2023: Zoé Clauzure